# Baku
Pour la capitale de l'Azerbaïdjan, voir Bakou.
Le baku (獏 ou 貘) est une créature fantastique japonaise inspirée des représentations du tapir dans la littérature chinoise, elle est décrite comme un animal se nourrissant de rêves et des cauchemars.
Apparu dans la littérature japonaise depuis une période estimée aux alentours du XVe siècle, le baku est devenu une figure récurrente dans le domaine religieux, folklorique et encyclopédique du Japon. En Chine, elle est appelée mò (貘, mò) et en Corée, le terme utilisé est maek (hangul : 맥 ; hanja : 貊).
Comme il s'agissait en fait d'une mauvaise interprétation du panda géant, confondue avec la description du tapir, décrit et illustré dans la littérature chinoise exportée au Japon, le terme baku, décrit la créature fantastique, sous les kanji 獏 ou 貘 (), ainsi que le tapir en biologie, généralement écrit en katakana baku (バク). De ce fait, il est souvent illustré sous l'une de ces deux formes dans les productions contemporaines telles que les mangas ou les jeux vidéos.

## Histoire et description
Le baku traditionnel japonais est originaire du folklore chinois. Dans le dictionnaire Er ya (dynastie Han, derniers siècles avant notre ère), il est cité comme « léopard blanc » (白豹, báibào, le Shuowen Jiezi (publié vers 100 à 121), le décrit comme similaire à un ours, de couleur jaune et noire et vivant à Shuzhong (蜀中) (aujourd'hui Chengdu, dans la province du Sichuan). Guo Pu, qui écrivit les commentaires sur le Er ya, le décrit comme ayant une petite tête, des pattes courtes et des taches noires et blanches. Le Shuowen jiezi zhu (zh) (说文解字注, Shuowen jiezi annoté) de Duan Yucai (XIXe siècle), le décrit également vivant dans le Sichuan et identique au panda, puis, comportant des taches noires et blanches, comme le panda.
Il devient familier au Japon dès la période Muromachi (XIVe – XVe siècles). Hori Tadao (2005) a décrit les capacités de consommation de rêves, attribuées au baku traditionnel et les a comparées aux autres moyen de protection contre les cauchemars tel que l'utilisation d'amulettes. La base de données Kaii-Yōkai Denshō, cite environ 1 957 articles, et Shigeru Mizuki (2004) décrit aussi les aptitudes du baku.
Un manuscrit japonais du début du XVIIe siècle, le Sankai Ibutsu (山海異物), décrit le baku comme une chimère de la mythologie chinoise, avec une trompe d'éléphant, des yeux de rhinocéros, une queue de bœuf, des pattes de tigre, et censée protéger de la pestilence et du mal, quoique les capacités de protection contre les cauchemars ne soient pas mentionnées. Cependant, sur une estampe japonaise de 1971, un baku détruisant un cauchemar est dépeint avec une tête, des défenses et un tronc d'éléphant, des cornes et des griffes de tigre. La tête, les défenses et le tronc de l'éléphant sont caractéristiques du baku illustré par les estampes de l'ère classique japonaise (pré-Meiji) et des sanctuaires, temples et des sculptures netsuke. Durant l'ère Meiji, Lafcadio Hearn (1902), décrit un baku semblable, possédant également les attributs de protection contre les cauchemars.

## Bakudans la culture populaire
Depuis les années 1980, le baku apparaît dans les mangas, anime et autres formes de culture populaire, non plus comme une chimère d'un éléphant et d'un tigre, mais comme un tapir. On peut citer comme exemples le manga de Rumiko Takahashi, Urusei Yatsura (1995), ou l'anime de 1984 de Mamoru Oshii, Beautiful Dreamer.